# 言語別聖書の一覧

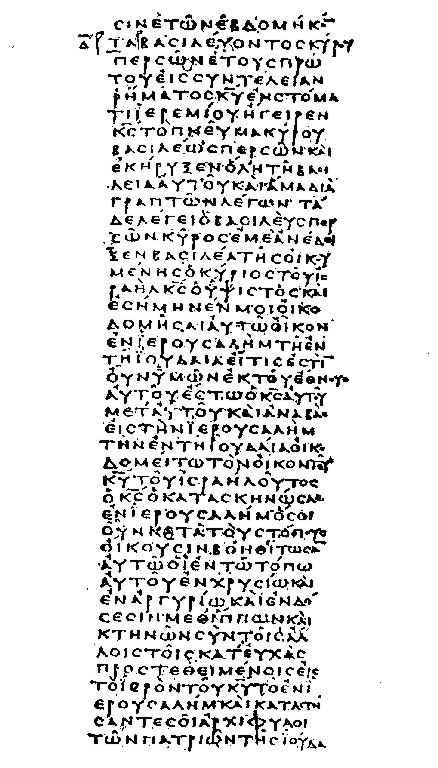
『七十人訳聖書』の断片

言語別聖書の一覧（げんごべつせいしょのいちらん、英語: List of Bible translations by language）はキリスト教聖書の言語別翻訳の一覧を示す。各言語へのリンク先ページには、『旧約聖書』創世記の冒頭（天地創造）、『新約聖書』ヨハネ福音書の冒頭、あるいはヨハネ福音書3章16節（ミニバイブル）などからの翻訳文例も載せている。
聖書協会世界連盟によると、世界の7,350の言語の内、692言語で聖書全書が翻訳されているので、15億人が聖書にアクセスできることになる。また、1,547の言語で「新約聖書」が翻訳されているので、8億人がアクセスできる可能性があるという。
ウィクリフ聖書翻訳協会によると、683の言語で聖書全書が翻訳されていて、1,534言語で「新約聖書」が、1,133言語でその部分が翻訳されているので、合計で3,350言語で聖書の少なくともある部分が存在することになる。

## 大陸別の言語
五大陸別、言語のアイウエオ順に翻訳を示す。英語など、複数の大陸にまたがる言語は、もともと発生した大陸内に示す。

### アジア

#### 北アジア
- モンゴル語訳聖書 (Bible translations into Mongolian)
- ロシアの諸言語訳聖書#アジア - ヤクート語など
  - ロシア語訳聖書
  - ブリヤート語訳聖書

#### 西アジア
- アゼルバイジャン語訳聖書
- アラビア語訳聖書
- アラム語訳聖書
- アルメニア語訳聖書
- ウズベク語訳聖書
- カザフ語訳聖書 (Bible translations into Kazakh)
- キルギス語訳聖書
- ジョージア語訳聖書 (Bible translations into Georgian)
- シリア語訳聖書（Peshitta）
- トルクメン語訳聖書
- トルコ語訳聖書 (Bible translations into Turkish)
- ヘブライ語訳聖書 (Bible translations into Hebrew)
- ペルシア語訳聖書 - タジク語、ダリー語を含む

#### 東アジア
- アイヌ語訳聖書
- 韓国語朝鮮語訳聖書
- 台湾の諸言語訳聖書
- 中国の諸言語訳聖書 - ミャオ語、ナシ語など
  - ウイグル語訳聖書
  - チベット語訳聖書
  - 中国語訳聖書
  - 満洲語訳聖書
- 日本語訳聖書
- フィリピンの諸言語訳聖書 -  タガログ語など
  - イロカノ語訳聖書 (Bible translations into Ilocano)

#### 南アジア
- インドネシア・マレーシアの言語訳聖書 - ジャワ語、スンダ語など
  - インドネシア語訳聖書
  - マレー語訳聖書 (Bible translations into Malay)
- インドの諸言語訳聖書 - オリヤー語、グジャラート語、パンジャーブ語など
  - インド東北部の諸語訳聖書 - アッサム語など
  - コンカニ語訳聖書
  - マラーティー語訳聖書
  - サンスクリット語訳聖書 (Bible translations into Sanskrit)
  - カンナダ語訳聖書
  - タミル語訳聖書
  - テルグ語訳聖書
  - ベンガル語訳聖書
  - マラヤーラム語訳聖書 (Bible translations into Malayalam)
- ヒンディ語・ウルドゥー語訳聖書
- クメール語訳聖書
- シンハラ語訳聖書
- ゾンカ語訳聖書
- ネパール語訳聖書
- ビルマ語訳聖書 (Bible translations into Burmese)
- ベトナム語訳聖書
- ラーオ語訳聖書

### アフリカ
- アフリカーンス語訳聖書
- アフリカの諸言語訳聖書 - イボ語、ズールー語、スワヒリ語、ヨルバ語など
- アムハラ語訳聖書
- コプト語訳聖書
- ベルベル諸語訳聖書 - タマシェク語など

### アメリカ
- アメリカ先住民族の諸言語訳聖書 - ガラ語、チェロキー語など
- 南アメリカ先住民族の諸語訳聖書 - カリブ海地域諸語、ケチュア語諸語、トゥピ語諸語など
- 架空の諸言語訳聖書 (Fictional languages)

### オセアニア
- オセアニア原住民の諸言語訳聖書 (Oceanic languages) - マオリ語など
- ハワイ語訳聖書

### ヨーロッパ
- ヨーロッパの諸言語訳聖書一覧 (Bible translations into  the Languages of Europe)
  - ロマ語訳聖書

#### 西欧
- アイスランド語訳聖書
- アイルランド語訳聖書
- イタリア語訳聖書
- ウェールズ語訳聖書
- 英語訳聖書
- エスペラント訳聖書
- オランダ語訳聖書
- カタルーニャ語訳聖書
- コーンウォール語訳聖書 (Bible translations into Cornish)
- スウェーデン語訳聖書
- スペイン語訳聖書
- デンマーク語訳聖書
- ドイツ語訳聖書
- ノルウェー語訳聖書 - ブークモールとニーノシュク
- バスク語訳聖書
- フェロー語訳聖書
- フランスの諸言語訳聖書 - アルピタン語、ジャージー語、オック語、プロヴァンス語など
  - フランス語訳聖書
  - ブルトン語訳聖書 (Bible translations into Breton)
- フィンランド語訳聖書
- ポルトガル語訳聖書 (Bible translations into Portuguese)
- マン島語訳聖書
- ラテン語訳聖書
- ロマンシュ語訳聖書

#### 東欧
- アルバニア語訳聖書 (Bible translations into Albanian)
- エストニア語訳聖書
- ギリシャ語訳聖書
- スラヴ語訳聖書 (Bible translations into Slavic languages) - ボスニア語など
  - ウクライナ語訳聖書 (Bible translations into Ukrainian)
  - 教会スラヴ語訳聖書
  - クロアチア語訳聖書
  - セルビア語訳聖書
  - スロベニア語訳聖書
  - チェコ語訳聖書
  - ブルガリア語訳聖書 (Bible translations into Bulgarian)
  - ベラルーシ語訳聖書
  - ポーランド語訳聖書
  - マケドニア語訳聖書 (Bible translations into Macedonian)
  - ロシア語訳聖書
- ハンガリー語訳聖書
- ラトビア語訳聖書 (Bible translations into Latvian)
- リトアニア語訳聖書 (Bible translations into Lithuanian)
- ルーマニア語訳聖書
- ロシアの諸言語訳聖書#ヨーロッパ - タタール語、チュヴァシ語など
  - カルムイク語訳聖書 (Bible translations into Kalmyk)

## 「言語別聖書の一覧」英語ページ
上の参照ページは、英語版ウィキペディアにある「世界の言語別聖書の一覧」ページ（言語名のアルファベット順）を示す。

## 参照項目
- 世界の言語
- 言語の一覧
- 聖書翻訳
- Category:聖書翻訳者